# Peine de mort en Californie
Pendant 25 ans de 1967 à 1992, il n'y a aucune application de la peine de mort en Californie, en raison des décisions abolitionnistes de la Cour suprême des États-Unis et de celle de Californie. Cependant, les Californiens restent majoritairement pour son application, majorité qui se maintient voire qui tend à augmenter. Ainsi, une décision prise par la Cour suprême de l'État (California v. Anderson) dans un sens abolitionniste est annulée huit mois après par un référendum d'initiative populaire, en 1972 (proposition 17).
Le 6 novembre 2012, la peine de mort fait l'objet d'un nouveau référendum (proposition 34) à l'initiative des abolitionnistes. Les électeurs refusent la proposition, la peine de mort est donc maintenue ; cependant, depuis 2007, aucune exécution n'a lieu. En Californie les condamnés à mort peuvent choisir entre l'injection létale et la chambre à gaz.

## Crimes capitaux
- Meurtre au premier degré avec circonstances spéciales : 
  - à des fins pécuniaires ;
  - de plus d'une personne lorsque :
    - un même tribunal a reconnu au moins deux de ces meurtres ;
    - il y a récidive ;

  - en créant sciemment le risque de tuer au moins une personne supplémentaire :
    - en plaçant une arme spéciale dans un lieu de fréquentation régulière (une bombe dans un arrêt de bus par exemple) ;
    - en envoyant un colis contenant l'arme du crime ;

  - pour empêcher une arrestation ou aider à une évasion ;
  - d'un policier dans l'exercice ou du fait de ses fonctions en sachant ou en se doutant qu’il s’agit d’un policier ;
  - d'un agent fédéral dans l'exercice ou du fait de ses fonctions en sachant ou en se doutant qu’il s’agit d’un agent fédéral ;
  - d'un pompier dans l'exercice de ses fonctions en sachant ou en se doutant qu’il s’agit d’un pompier ;
  - d'un témoin dans le but de l'empêcher de témoigner ;
  - d'un représentant du ministère public dans l'exercice ou en vue de faire obstruction à l'exercice de ses fonctions ;
  - d'un magistrat dans l'exercice ou en vue d'obstruer à l'exercice de ses fonctions ;
  - d'un élu dans l'exercice ou en vue d'obstruer à l'exercice de ses fonctions ;
  - spécialement « haineux, atroce, dépravé et cruel » [1] ;
  - avec embuscade ;
  - à raison de l’origine ethnique, de la couleur de la peau, de la nationalité ou du pays d'origine de la victime ;
  - concomitant ou connexe avec une grave infraction ;
  - concomitant avec des actes de tortures même sur autre personne que la victime ;
  - par empoisonnement ;
  - d'un juré en vue d'obstruer à ses fonctions ;
  - dans un véhicule avec une arme à feu sur une personne en dehors de ce véhicule ;
  - par le membre d'une organisation criminelle pour faire prospérer les activités de la dite organisation ;
- déraillement de train ayant entraîné la mort ;
- parjure ayant entraîné l'exécution d'un innocent ;
- trahison.

La définition du meurtre est plus large aux États-Unis et au Canada qu'elle ne l'est dans les pays européens. Un Californien qui avait allumé vingt-six incendies et causant ainsi la mort de cinq pompiers a écopé de la peine de mort pour meurtre.

## Situation légale
L'amendement adopté par les électeurs californiens (la proposition 17 de 1972) et qui est toujours en vigueur stipule, dans le deuxième alinéa de la section 27 de l'article 1 de la Constitution Californienne, que : 

« La peine de mort prévue par la loi n'est pas et ne sera pas considérée comme constituant un traitement cruel ou hors d'usage au sens de la présente Constitution, ni ne sera considérée comme contrevenant à toute autre partie de la Constitution. »

Le juge ne peut prononcer la peine de mort que si elle a été requise par le parquet et si le jury l'a recommandée à l'unanimité. Il peut aussi contrecarrer la recommandation même prise à l’unanimité du jury et prononcer la perpétuité réelle.

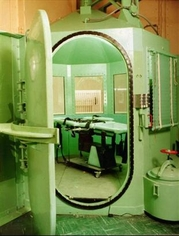
La chambre à gaz à la prison de San Quentin.

Avant son entrée dans l'Union, le peloton d'exécution était la méthode de mise à mort utilisée. Elle fut remplacée par la pendaison lorsque la Californie devint le 31e État américain en 1850. La chambre à gaz se substitua à la potence en 1937, laquelle fut remplacée par l'injection létale en janvier 1993. Depuis cette date, les personnes condamnées avant cette date peuvent demander à subir le mode d'exécution qui était prévu dans la loi en vigueur à la date de leur jugement.
L'ordre d'exécution est signé par le juge soixante à quatre-vingt-dix jours avant l’exécution (trente à soixante jours si ce n'est pas le premier). Sauf en cas de suspension les exécutions débutent à minuit une minute en présence de :
- dix-sept journalistes ;
- douze citoyens « de bonne réputation » ;
- l’Attorney General ;
- cinq témoins de l'État ;
- jusqu'à deux conseillers spirituels ;
- jusqu'à cinq témoins du condamné ;
- huit gardiens d'escorte.

En plus des témoins indiqués ci-dessus s'ajoutent les participants à l'exécution (au nombre de vingt au minimum), ainsi que le directeur et deux médecins. L'exécution précédemment prévue de Michael Morales a justement été suspendue par le refus de dernière minute des médecins d'être présents.
Le gouverneur ne peut gracier une personne ayant été condamnée pour un autre crime avant celui ayant entrainé sa condamnation à mort, à moins d'une recommandation d'au moins quatre des sept juges de la Cour suprême de l’État.

## Situation politique et statistique
La Californie est actuellement en suspension des exécutions depuis février 2006 en raison d'une vérification de la constitutionnalité de la méthode d'exécution par injection létale par le juge fédéral Jeremy Fogel, mais il pourrait se terminer si l'on en croit un procureur de cet État, car la Cour suprême fédérale a émis un jugement validant cette méthode le 16 avril 2008 dans le Kentucky. Arnold Schwarzenegger avait d'ailleurs accueilli la nouvelle en déclarant qu’ « il continuerait à défendre la peine de mort et son application » ce qui lui a d’ailleurs coûté la reconnaissance de son pays d'origine l'Autriche.
Alors que la peine de mort a été reconstitutionnalisée en 1976, les exécutions en Californie n'ont repris qu'en 1992, la Californie dispose actuellement du couloir de la mort le plus peuplé des États-Unis avec plus de 700 condamnés à mort dont 16 femmes, du fait que la Californie est l'État américain le plus peuplé. Cependant, seules treize exécutions ont eu lieu. Les exécutions ont lieu au compte-goutte car la constitution californienne exige que les sept juges de la Cour suprême de l'État valident chaque condamnation à la peine capitale pour que l’exécution ait lieu. Cela pose des problèmes d'attente dans les couloirs de la mort et de coûts pour l'administration pénitentiaire dont le budget dans cet État dépasse celui de l'enseignement. Le gouverneur de l'époque Arnold Schwarzenegger a annoncé qu'il voulait financer un nouveau couloir de la mort et, pour répondre aux exigences du juge Fogel, une nouvelle salle d'exécutions capitales.
Jerry Brown qui a été gouverneur de Californie de 1974 à 1983 s'était à l'époque fermement opposé à la peine de mort, il avait alors mis son veto à son rétablissement et avait nommé la juge Rose Bird comme présidente de la Cour suprême, celle-ci étant une ardente abolitionniste, accordait quasi-systématiquement aux condamnés à mort un nouveau procès. Finalement, le véto de Brown fut outrepassé et Rose Bird fut destituée par les électeurs en 1986. Aujourd'hui, Jerry Brown en tant qu’Attorney General de l'État et Arnold Schwarzenegger agissent en vue d’obtenir l'exécution des condamnés à mort. Brown qui a été réélu gouverneur en 2010 affirme qu'il appliquera la peine de mort comme il l'a fait en tant qu'attorney général, où il s'est parfois révélé zélé en requérant la peine de mort lors d'un procès de premier ressort alors qu'il s'agit normalement du rôle des procureurs locaux. Jerry Brown déclare que « le soutien de la Californie à la peine de mort fait partie désormais du paysage » tout en se déclarant très préoccupé par les problèmes qui découlent de son application,. Aujourd'hui Jerry Brown a été réélu gouverneur en 2010, et en 2012 il a déclaré avoir voté en faveur de la proposition 34 après avoir été interrogé par des journalistes à ce sujet.
En 2011, seulement 10 condamnations à mort ont été prononcées en Californie, contre 29 en 2009 et 2010. Sur les plus 739 condamnés à mort que compte la Californie, seuls 14 ont épuisé tous les recours et seront exécutables lorsque les exécutions ne seront plus suspendues.

## Exécutions depuis 1974
Les exécutions ont lieu à San Quentin, à la San Quentin State Prison.
| #  | Criminel          | Date             | Méthode(s)       | Crime(s)                                                                  | Gouverneur            |
| -- | ----------------- | ---------------- | ---------------- | ------------------------------------------------------------------------- | --------------------- |
| 1  | Robert Harris     | 21 avril 1992    | Chambre à gaz    | Meurtre en 1978 de deux adolescents pour leur voler leur voiture.         | Pete Wilson           |
| 2  | David Mason       | 24 août 1993     | Chambre à gaz    | Meurtre entre 1980 et 1982 de six personnes dont son co-détenu.           | Pete Wilson           |
| 3  | William Bonin     | 23 février 1996  | Injection létale | Meurtre entre 1979 et 1980 de trente-six personnes.                       | Pete Wilson           |
| 4  | Keith Williams    | 3 mai 1996       | Injection létale | Meurtre en 1978 de trois personnes dont une femme après l'avoir violée.   | Pete Wilson           |
| 5  | Thomas Thompson   | 14 juillet 1998  | Injection létale | Meurtre en 1981 d'une femme après l'avoir violée.                         | Pete Wilson           |
| 6  | Jaturun Siripongs | 9 février 1999   | Injection létale | Meurtre en 1981 de deux employés d'un magasin en les étranglant.          | Gray Davis            |
| 7  | Manuel Babbitt    | 4 mai 1999       | Injection létale | Meurtre en 1980 d'une retraitée lors du cambriolage de sa maison.         | Gray Davis            |
| 8  | Darell Rich       | 15 mars 2000     | Injection létale | Meurtre en 1978 de quatre femmes après les avoir violées.                 | Gray Davis            |
| 9  | Robert Massie     | 27 mars 2001     | Injection létale | Meurtre entre 1965 et 1979 de deux hommes lors de braquages.              | Gray Davis            |
| 10 | Stephen Anderson  | 29 janvier 2002  | Injection létale | Meurtre en 1980 d'une retraité de quatre vingt ans lors d'un cambriolage. | Gray Davis            |
| 11 | Donald Beardslee  | 19 janvier 2005  | Injection létale | Meurtre entre 1969 et 1981 de trois personnes en les poignardant.         | Arnold Schwarzenegger |
| 12 | Stanley Williams  | 13 décembre 2005 | Injection létale | Meurtre en 1979 de quatre personnes lors du braquage d'une supérette.     | Arnold Schwarzenegger |
| 13 | Clarence Allen    | 17 janvier 2006  | Injection létale | Meurtre entre 1974 et 1980 de quatre personnes.                           | Arnold Schwarzenegger |

En novembre 2019 le couloir de la mort de Californie compte 731 condamnés dont 23 femmes. Depuis 1975, cinq condamnés ont été graciés en Californie.

## Proposition 34 de 2012
Le 6 novembre 2012, les Californiens étaient invités à se prononcer par vote au sujet de la proposition 34, une initiative des abolitionnistes ayant pour but de faire supprimer la peine de mort dans cet État, traditionnellement démocrate. Les opposants à la peine de mort partaient avantagés, ceux-ci disposant de six fois plus de moyens financiers pour faire campagne que les partisans de la peine capitale. Le bulletin de vote mentionnait en outre leurs arguments : la peine de mort serait remplacée par la perpétuité réelle, et sa suppression ferait économiser des dizaines de millions de dollars qui seraient reversés, selon cette proposition de loi, dans un fond destiné à résoudre les affaires de meurtre et de viol non résolues. L'objectif de cet argumentaire était de faire changer d'avis des partisans de la peine de mort sensibles aux problèmes budgétaires et fiscaux.
Avec 53 % de voix défavorables, la proposition se verra malgré tout rejetée.

## Proposition 62 de 2016
Le 8 novembre 2016 un nouveau référendum visant à supprimer la peine capitale en la remplaçant par la prison à perpétuité fut soumis au vote des électeurs californiens. Bénéficiant d'une forte participation, à hauteur de 75 % du corps électoral, la proposition fut néanmoins rejetée par 53,1 % des votants. Dans le même temps une autre proposition visant à simplifier et limiter dans le temps les procédures d'appels des condamnés fut approuvé par 51,1 % des votants.